# قدرت گل

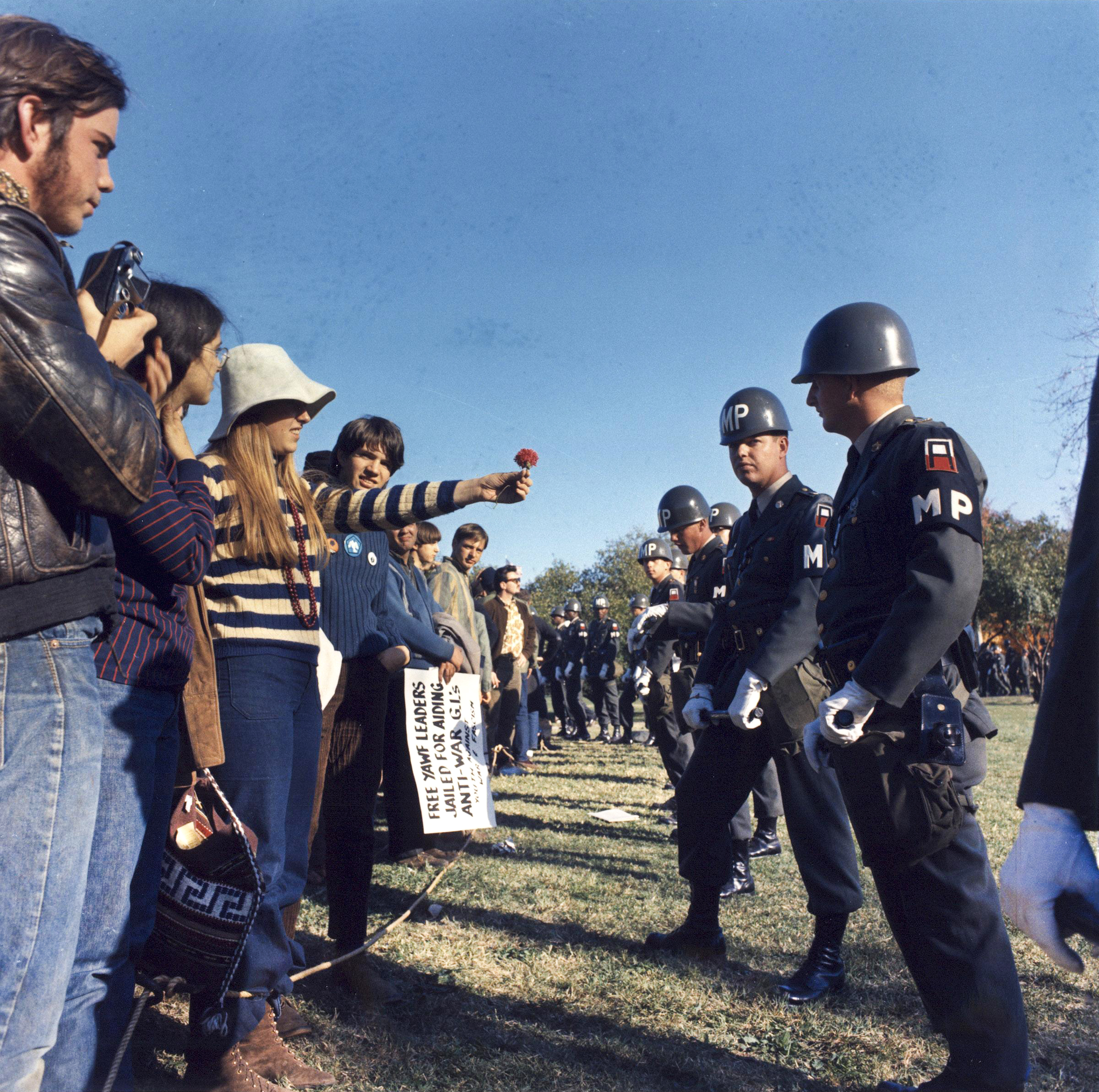
معترضی در تظاهرات ضد جنگ ویتنام در پنتاگون در آرلینگتون، ویرجینیا، در تاریخ ۲۱ اکتبر ۱۹۶۷ گلی را به پلیس ضد شورش تقدیم می‌کند

قدرت گُل (به انگلیسی: Flower power) شعاری بود که در اواخر دهه ۱۹۶۰ و اوایل دهه ۱۹۷۰ به عنوان نمادی از مقاومت منفعل و عدم خشونت مورد استفاده قرار گرفت. این کلمات ریشه در جنبش مخالف با جنگ ویتنام دارد، اگرچه استفاده از گل به عنوان نمادی از مقاومت در برابر تشدید جنگ قبلاً نیز در مواردی مانند دیزی آد در سال ۱۹۶۴ مورد استفاده قرار گرفته بود. این عبارت از سوی شاعر آمریکایی یعنی آلن گینزبرگ ، در سال ۱۹۶۵ به عنوان ابزاری برای تبدیل اعتراضات جنگ به نمایش‌های مثبت مسالمت آمیز مطرح شد. هیپی‌ها با پوشیدن لباس‌هایی با گل‌های گلدوزی شده و رنگ‌های زنده و همچنین طرح‌های گل در موهای خود و توزیع گل به مردم، این نماد را پذیرفتند و به عنوان نسل گل شناخته شدند. بعدها این اصطلاح به عنوان اشاره به جنبش هیپی مدرن و به اصطلاح ضد فرهنگ مواد مخدر، موسیقی راک، هنر جدید و مجاز پذیری اجتماعی تعمیم یافت.

## منشأ
در تبلیغی تلویزیونی که رئیس‌جمهور ایالات متحده یعنی لیندون جانسون در کمپین انتخاباتی خود برای انتخاب مجدد در سال ۱۹۶۴ استفاده کرد، دختری خردسال که گل مروارید می‌چید به عنوان نمادی از صلح ارائه شد. اصطلاح «نماد گل» به عنوان اقدامی نمادین در اعتراض به جنگ ویتنام در برکلی، کالیفرنیا نشات گرفت. گینزبرگ در مقاله ای در نوامبر ۱۹۶۵ با عنوان چگونه می‌توان یک مارس / عینک درست کرد، گینزبرگ طرفداری کرد که باید معترضان «گل» را به نیروهای پلیس، مطبوعات، سیاستمداران و تماشاگران هدیه دهند. استفاده از وسایلی مانند گل، اسباب بازی، پرچم، آب نبات و موسیقی برای تبدیل تجمعات اعتراضی به نوعی تئاتر خیابانی و در نتیجه کاهش ترس، عصبانیت و تهدید موجود در اعتراضات بود. به‌طور خاص، گینزبرگ می‌خواست با «فکر» باند موتورسواری خلافکار هلز آنجلز که از جنگ حمایت می‌کردند مقابله کند، معترضین جنگ را با کمونیستها یکی برمی‌شمرد و تهدید کرده بود که به‌طور خشمگینانه تظاهرات ضد جنگ برنامه‌ریزی شده در دانشگاه برکلی در کالیفرنیا ، را مختل کرد. با استفاده از روشهای گینزبرگ، معترضین توجه مثبتی دریافت کردند و استفاده از «سمبل گل» به نمادی جدایی ناپذیر در جنبش ضد فرهنگ تبدیل شد.

## جنبش
"فریاد" نماد گل "در سراسر زمین طنین انداز می‌شود. ما پژمرده نخواهیم شد. بگذارید هزار گل شکوفا شود."

خطا: هیچ متنی برای گفتاورد وارد نشده است (or equals sign used in the actual argument to an unnamed parameter)

— Abbie Hoffman, Workshop in Nonviolence, مه ۱۹۶۷
در اواخر سال ۱۹۶۶، روش نماد گل تئاتر چریکی از کالیفرنیا به سایر مناطق ایالات متحده گسترش یافت. تئاتر نان و عروسک در شهر نیویورک اعتراضات زیادی را به پا کرد که شامل توزیع بادکنک و گل با ادبیات ضد جنگ آنها بود. یک کارگاه آموزشی در زمینه عدم خشونت (WIN)، مجلهٔ منتشر شده از سوی فعالان نیویورکی که استفاده از نماد گل را تشویق می‌کرد. در ماه مه ۱۹۶۷، ابی هافمن فلاور باریگاد را به عنوان گروه رسمی از رژه شهر نیویورک برای بزرگداشت سربازان در ویتنام سازمان داد. اخبار شرکت کنندگان فلاور باریگاد را که گلها، پرچم‌ها و پوسترهای صورتی رنگی را که با نوشته عشق همراه بود حمل می‌کردند و مورد ضرب و شتم ناضراان قرار می‌گرفتند، پوشش داد. در پاسخ به خشونت ، هافمن در مجله WIN نوشت: "برنامه ریزی‌هایی برای برداشت گل نرگس از رودخانه شرقی در حال انجام است. زنجیرهای قاصدک دور مراکز مذکور پیچیده می‌شود …. . فریاد "سمبل گل" در سراسر زمین طنین انداز می‌شود. ما نخواهیم پژمرد. "
یکشنبه بعد در ماه مه ۱۹۶۷، فعالان WIN روز نیروهای مسلح را «روز سمبل گل» اعلام کردند و در مرکز پارک برای مقابله با رژه سنتی تجمع کردند. میزان مشارکت کم بود و به گفته هافمن، تجمع بی‌نتیجه بود زیرا تئاتر چریلا نیاز به برخورد بیشتری داشت.
در اکتبر ۱۹۶۷، هافمن و جری روبین کمک به سازماندهی راهپیمایی در پنتاگون با استفاده از مفاهیم سمبل گل برای مردم یک نمایش تئاتر شدند. این ایده شامل فراخوان راهپیمایان برای تلاش برای بلند شدن از پنتاگون بود. هنگامی که راهپیمایان در برابر بیش از ۲۵۰۰ نیروی گارد ملی ارتش که در برابر پنتاگون یک مانع انسانی تشکیل داده بودند، رو به رو شدند، تظاهرکنندگان گلها را در دست داشتند و برخی گلها را در لوله تفنگ سرباز قرار دادند.عکس‌های معترضان همراه با گل در راهپیمایی پنتاگون به تصاویر اصلی تظاهرات ضد جنگ ۱۹۶۰ تبدیل شدند. تصویری از مارک ریبود ، خبرنگار فرانسوی ، که در سراسر جهان چاپ شد، مربوط به دانش آموز هفده ساله دبیرستان بود که جان رز کسمیر، گل داوودی در دست دارد و به سربازان دارای سرنیزه زل زده‌است. مجله اسمیتسونیان بعداً آن را «کنار هم قرار دادن نیرومند مسلح و بی گناهی کودکان گل به دست» خواند.
یک عکس با عنوان سمبل گل به دست برنی بوستون، عکاس واشینگتن استار، نامزد دریافت جایزه پولیتزر در سال ۱۹۶۷ شد. این عکس که در ۲۱ اکتبر ۱۹۶۷ گرفته شده‌است، مرد جوانی با موهای بلند را با یک ژاکت یقه اسکی نشان می‌دهد که گل‌های میخک را در لوله تفنگ پلیس‌های نظامی قرار می‌دهد. مرد جوانی که در عکس است بسیار شبیه جورج ادجرلی هریس سوم که بازیگری ۱۸ ساله از نیویورک شناخته می‌شود که بعداً با نام هنری هیبیسکوز در سانفرانسیسکو به اجرای برنامه پرداخت. همچنین این مرد جوان پائولکراسنر را به عنوان سازمان دهنده حزب بین‌المللی جوانان، Super-Joel" Tornabene" معرفی کرده‌است. هریس در اوایل دهه ۱۹۸۰ مراحل اولیه شیوع HIV / AIDS در نیویورک درگذشت، در حالی که Tornabene در مکزیک در سال ۱۹۹۳ درگذشت.
در ۱۰ دسامبر ۱۹۷۱، جان لنون ، منتقد صریح جنگ، در یک گردهمایی برای جان سینکلر، فعال سیاسی و عضو بنیانگذار حزب پلنگ سفید، که به جرم داشتن ماری جوانا به ۱۰ سال زندان محکوم شده بود، ظاهر شد. او گفت، "خوب، بنابراین نماد گل کار نمی‌کند. پس چه ما دوباره شروع می‌کنیم. "
تا اوایل دهه ۱۹۷۰، جنبش ضد جنگ سمبل گل به دلیل پایان پیش نویس ارتش در ۱۹۷۲ و آغاز عقب‌نشینی آمریکا از فعالیت‌های جنگی در ویتنام در ژانویه ۱۹۷۳ کمرنگ شد.
مرکز نمادین جنبش سمبل گل، منطقه هیت-اشبری در سانفرانسیسکو، کالیفرنیا بود. در اواسط دهه ۱۹۶۰، منطقه ای که با تقاطع خیابان‌های‌هایت و اشبری مشخص شده بود، به کانونی برای موسیقی راک تبدیل شده بود. نوازندگان و گروه‌هایی مانند جفرسون ایرپلین، گریتفول دد و جانیس جاپلین همگی در فاصله کمی از تقاطع معروف زندگی می‌کردند. در طول ۱۹۶۷ تابستان عشق، هزاران نفر از هیپی‌ها در آنجا جمع شدند که توسط ضربه آهنگ‌های مانند " سان فرانسیسکو (مطمئن باشید به پوشیدن گل در موهای شما) ". در ۷ ژوئیه سال ۱۹۶۷، مجله تایم با عنوان "هیپی‌ها: فلسفه خرده فرهنگ" و گزارش تلویزیونی CBS News در ماه آگوست در مورد "وسوسه هیپی" و همچنین سایر علاقه‌مندی‌های رسانه ای، جلد فرهنگ هیپی را در معرض دید توجه ملی و جنبش سمبل گل را در سراسر کشور و سراسر جهان رواج داد. در همان تابستان، آهنگ محبوب بیتلز " All You Need Is Love " به عنوان یک سرود برای جنبش بود. در ۲۵ ژوئن، بیتلز آهنگ را در پخش ماهواره ای شبکه بین‌المللی دنیای ما اجرا کرد و اطمینان حاصل کرد که پیام صلح طلبانه به ۴۰۰ میلیون مخاطب رسیده‌است.

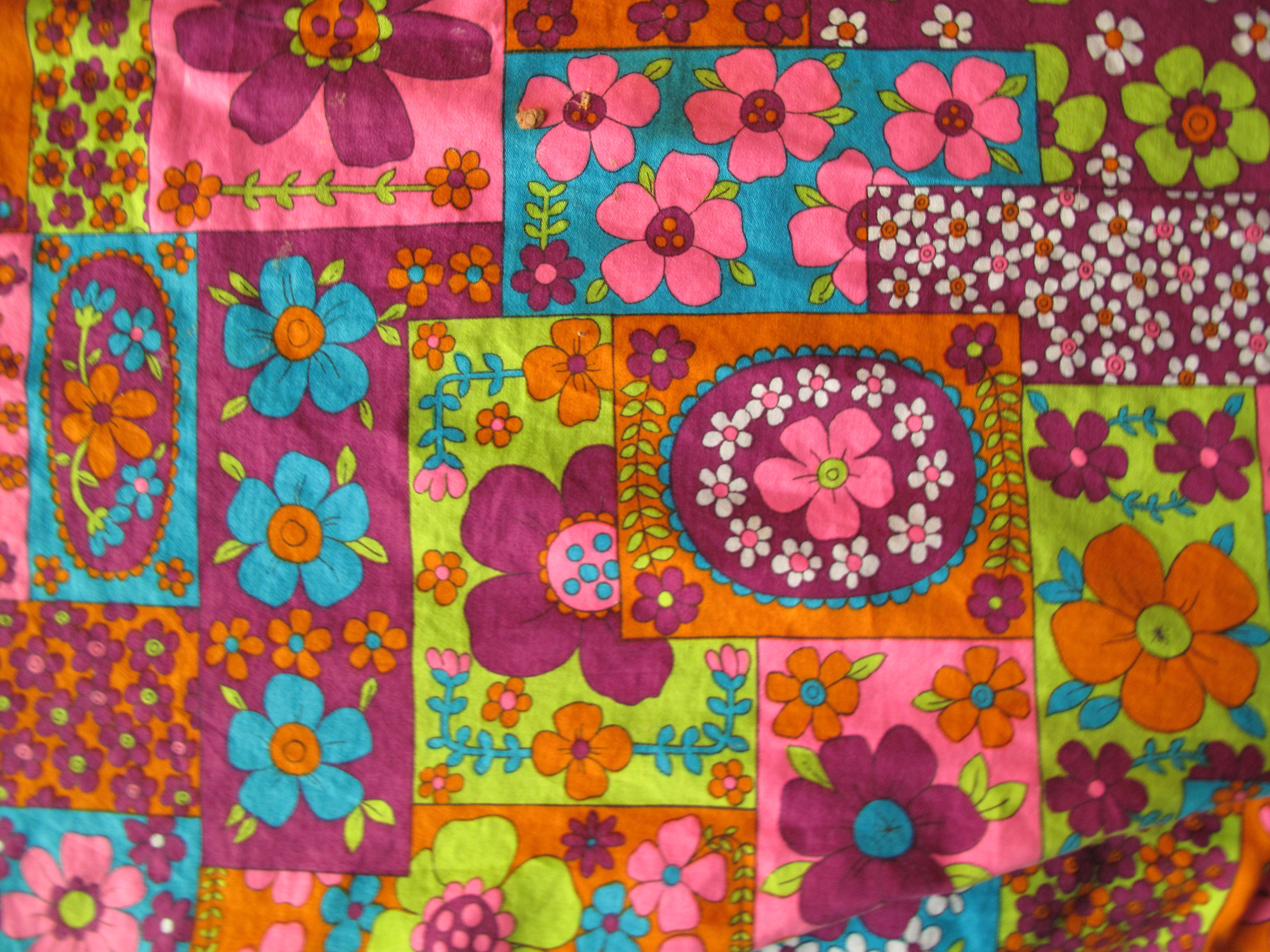
پارچه پنبه ای، اواخر دهه ۱۹۶۰ (ایالات متحده آمریکا)

هنر آوانگارد میلتون گلاسر، هنیز ادلمان و پیتر مکس مترادف با نسل سمبل گل شدند. سبک تصویرگری ادلمن بیشتر در طراحی‌های هنری او برای بیتلز فیلم انیمیشن زیردریایی زرد در سال ۱۹۶۸ شناخته شد. گلاسر، بنیانگذار Push Pin Studios، همچنین طراحی گرافیکی روان روان را ایجاد کرد، به عنوان مثال در تصویر پوستر اصلی باب دیلن در سال ۱۹۶۶، با موهای طرح گل. این پوسترها توسط پیتر مکس، هنرمند موسیقی پاپ، با طرحهای زنده و روان آنها با رنگهای Day-Glo نقاشی شده بود، که به نمادهای سمبل گل تبدیل شدند. داستان جلد مکس در مجله لایف (سپتامبر ۱۹۶۹) و همچنین حضور در نمایش امشب با بازی جانی کارسون و نمایش اد سالیوان، هنر سبک «سمبل گل» را بیشتر در فرهنگ جریان اصلی تثبیت کرد.